# Empis griseonigra
Empis griseonigra är en tvåvingeart som beskrevs av Enrico Adelelmo Brunetti 1913. Empis griseonigra ingår i släktet Empis och familjen dansflugor. Inga underarter finns listade i Catalogue of Life.